# Jeppe Brinch
Jeppe Brinch-Vilhelmsen (8 maggio 1995) è un calciatore danese, difensore del Fremad Amager.

## Caratteristiche tecniche
È un terzino destro.

## Carriera

### Club
Cresciuto nel settore giovanile dell'Esbjerg, ha esordito in prima squadra il 27 luglio 2014 disputando l'incontro di Superligaen pareggiato 1-1 contro il SønderjyskE.